# Пьер де Фонтен
Пьер де Фонтен (Pierre De Fontaines) — католический церковный деятель XII века. Стал кардиналом-священником Сан-Марчелло на консистории в январе 1120 года. Участвовал в выборах папы Гонория II (1124). В 1130 году поддержал антипапу Анаклета II, был смещён папой Иннокентием II.